# Idaea vulcani
Idaea vulcani là một loài bướm đêm trong họ Geometridae.